# Doris Drescher
Doris Drescher (* 1963) ist eine deutsche Beamtin und Juristin. Seit dem 1. März 2020 ist sie Präsidentin des Fernstraßen-Bundesamtes.

## Leben
Von 1992 bis 2001 war die aus Franken stammende Juristin im damaligen Regierungspräsidium Dresden tätig. Sie leitete dort das Referat „Grundsatzfragen, Straßenrecht, Haushalt“ sowie später das Referat „Grundsatzfragen und Umweltrecht“. Damit war sie zugleich Leiterin der Planfeststellungsbehörde für Verkehr bzw. Umwelt.
Von 2001 bis 2018 stand Drescher im Dienst des Sächsischen Staatsministeriums für Wirtschaft, Arbeit und Verkehr. Dort befasste sie sich zunächst als Referentin mit „Grundsatzfragen, Finanzierung, Straßen- und Verkehrsrecht“ und war seit 2002 in der Abteilung „Verkehr“ als Ministerialrätin die Referatsleiterin für „Recht und Finanzplanung“.
Ab Oktober 2018 war sie Präsidentin des sächsischen Landesamts für Straßenbau und Verkehr (LASuV). Seit dem 1. März 2020 ist sie die erste Präsidentin des Fernstraßen-Bundesamtes mit Sitz in Leipzig.